# Jiddisches Theater

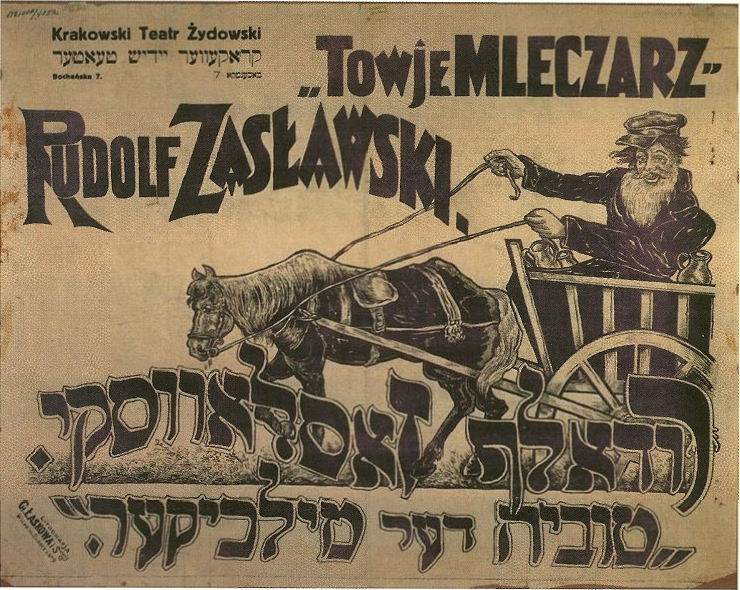
"Tewje der Milchmann" von Scholem Alejchem, Jüdisches Theater Kraków

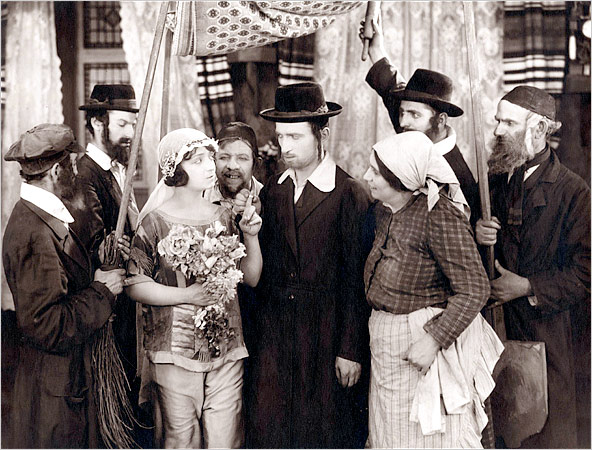
Jiddisches Theater mit Molly Picon und Jacob Adler in New York

Das jiddische Theater ist ein wichtiger Teil der jüdischen Kultur, vor allem in Ostmitteleuropa und Amerika.

## Geschichte

### Anfänge
Über die Ursprünge des Theaters in jiddischer Sprache, z. B. aus Purimspielen oder zu anderen Gelegenheiten, fehlen schriftliche Quellen.
Aus dem 19. Jahrhundert sind fahrende Volkssänger bekannt, wie die Broder-Sänger, die in Gasthäusern und Weinkellern auftraten.
Um 1830 gab es 19 jiddische Amateurtheater in und um Warschau.
Auch in Galizien gab es mindestens ein Wandertheater.
1854 spielten zwei Studenten aus dem Rabbinerseminar Schitomir im Gouvernement Wolhynien in einem jiddischen Theaterstück.
1864 übernahm Abraham Goldfaden die Hauptrolle im Theaterstück Serkele von Salomon Ettinger im gleichen Seminar.
Goldfaden ging nach Iași in Rumänien  und gründete 1876 dort ein eigenes Theater. Dies gilt als Beginn des modernen jiddischen Theaters. Er schrieb zahlreiche  Dramen. Um Goldfaden sammelten sich Schauspieler wie Israel Grodner und Sigmund Mogulescu und Autoren wie Moses Horowitz.
In Bukarest wurde 1876 eine jiddische Theatervorstellung erwähnt.
Grodner und später auch Horowitz gründeten eigene Theatergruppen.
Jizchak Leib Perez, Abraham Kamiński, Abraham Alter Fiszzon, Jacob Adler und andere zogen mit eigenen Theatern durch die jiddischsprachigen Gebiete Österreichs, des Russischen Reiches (mit Polen) und Rumäniens.
Gespielt wurden Stücke von Goldfaden, Karl Gutzkow (Uriel Acosta), Salomon Ettinger, Joseph Lateiner und anderen.
Ein Zentrum des jiddischen Theaters wurde seit Ende der 1870er Jahre Odessa.

### Ausbreitung nach Westeuropa und in die USA
1883 wurden Theateraufführungen in jiddischer Sprache im Russischen Reich verboten.
Viele Schauspieler gingen nach London oder Paris und in die USA. Wichtigster Autor wurde dort Jacob Gordin, der zahlreiche zeitgenössische Dramen und jiddische Adaptionen von Werken der Weltliteratur schuf.
In Wien fanden Aufführungen in Wienerjiddisch statt, Wienerisch mit vielen jiddischen Formulierungen, u. a. ab 1889 durch das Budapester Orpheum.
1896 gründeten in Berlin die Brüder Herrnfeld ein Jüdisches Dialekttheater.
1901 entstand in Buenos Aires das erste jiddische Theater.
Meistens wurden Unterhaltungstheater mit Revuen, Vaudeville, Operetten, u. ä. aufgeführt.

### Weitere Entwicklung in Osteuropa
1904 wurde das Verbot für jiddisches Theater in Russland aufgehoben.
Seit 1911 entstanden in Warschau erste jiddische Stummfilme durch Abraham Kamiński und Andrzej Marek.
1914 gründete Kamiński das erste feste jiddische Theater in Warschau.
1916 entstanden die Wilnaer Truppe und das Habima-Theater in Moskau, die durch viele Gastspiele in Westeuropa und die USA sehr populär wurden.

### Die Glanzzeit des jiddischen Theaters
Die 1920er und 1930er Jahre waren die Blütezeit des jiddischen Theaters in Europa und den USA.
Es entstanden zahlreiche jiddische Theater in Warschau, Łódź, Bukarest, Wien, Berlin.
In Polen feierten Dzigan und Schumacher, die nach dem Zweiten Weltkrieg nach Israel auswanderten, rauschende Erfolge. In Moskau wurde 1920 das Staatliche Jüdische Kammertheater gegründet.
In New York gab es im Yiddish Theatre District an der Lower Eastside insgesamt 15 jiddische Theater.
In der Sowjetunion entstanden jiddische Theater u. a. in Lemberg, Taschkent, Birobidschan und Frunse nach 1930.
In den USA und in Polen entstanden viele jiddische Filme mit dortigen Ensembles, seit 1930 als Tonfilme.
1939 endete das jiddische Theater in Polen, viele Schauspieler gingen in die USA oder in die Sowjetunion. 1941 wurde das dortige Theater nach Taschkent evakuiert.

### Neuanfänge
Seit 1946 entstanden wieder jiddische Theater in Ostmitteleuropa.
1949 wurde das Moskauer Theater geschlossen.
1950 wurde in Bukarest ein Staatliches Jüdisches Theater gegründet. In Westeuropa und Amerika entstanden neue jiddische Theater durch Emigranten, u. a. in Amsterdam (LiLaLo) und Montreal (Dora Wasserman-Theater).

## Gegenwart
Jiddische Theater sind heute
- Jüdisches Theater „Esther Rachel und Ida Kamińska“ Warschau
- Staatliches Jüdisches Theater Bukarest
- The National Yiddish Theatre Folksbiene, New York
- Jewish Theatre New York
- New Rep Theatre New York
- Dora Wasserman-Theater Montreal
- Jiddisches Theater Tel Aviv.

## Theaterstücke
Wiederholt aufgeführte Theaterstücke 
- Karl Gutzkow: Uriel Acosta (1846)
- Salomo Ettinger: Serkele (1861/1862)
- Israel Aksenfeld: Der erschter rekrut (1833/1932)
- Scholem Alejchem: Tewje der Milchmann
- Jacob Gordin: Der jidischer kenig Lier (1892)
- Jacob Gordin: Mirele Efros (1898)
- Jacob Gordin: Got, mentsch un teiwl (1900)
- Jacob Gordin: Kreutzersonate (1902)
- David Pinski: Der Oyzer (1906)
- David Pinski: Der einiger jid (1906)
- Salomon An-ski: Der Dibbuk (1920)